# Avro 707
Le Avro type 707 (il ne reçut jamais de nom de baptême) était un avion militaire de la guerre froide expérimental, construit au Royaume-Uni par Avro.